# داگوبرتو فونتس
داگوبرتو فونتس (اسپانیایی: Dagoberto Fontes‎) (زادهٔ ۶ ژوئن ۱۹۴۳ – درگذشتهٔ ۴ مهٔ ۲۰۲۴) بازیکن فوتبال اهل اروگوئه بود.
از باشگاه‌هایی که وی در آنها بازی کرد می‌توان به باشگاه ورزشی دفنسور اشاره کرد.
وی همچنین در تیم ملی فوتبال اروگوئه بازی کرده‌است.